# Tights
Tights 

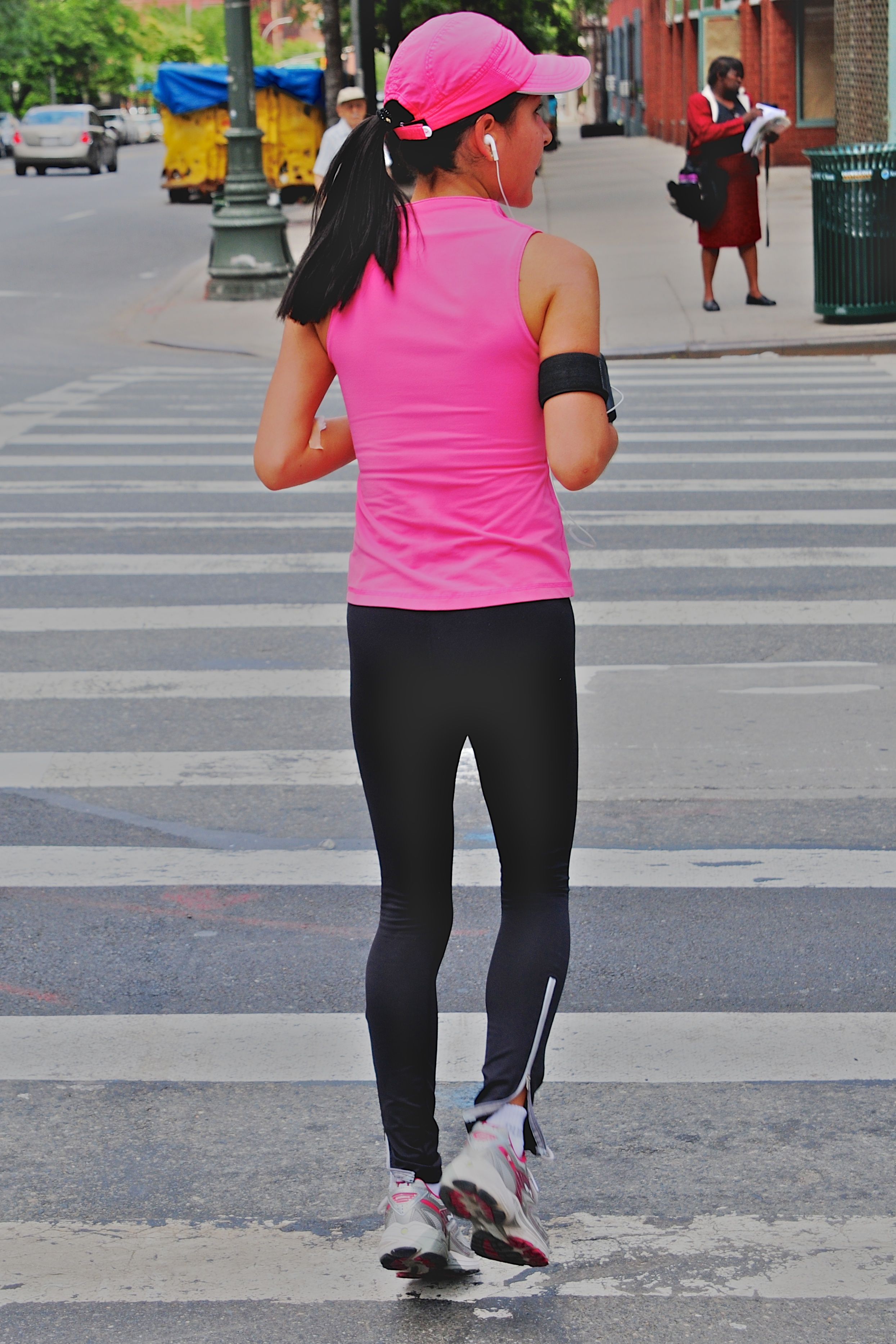
Kvinna som joggar iförd träningstights.

(engelska: tight;  ”tätt åtsittande”), även tajts, är elastiska benkläder av trikå. Tights avsedda som idrottsplagg kallas vanligen träningstights. Tights används som idrottsplagg av både män och kvinnor medan det vanligen är kvinnor som använder tights som modeplagg.
Inom dammode används beteckningen leggings. Finns en fotdel är de istället en typ av grövre strumpbyxor. Inom dammode syftar i brittisk engelska tights på strumpbyxor i allmänhet. I amerikansk engelska syftar termen på grövre eller täckande strumpbyxor (pantyhose är där benämningen på strumpbyxor).
Tights blev en del av dammodet på mitten av 1980-talet,och ordet "tights" är belagt i svenska språket sedan 1988.